# Esquirol dels matolls d'Alexander
L'esquirol dels matolls d'Alexander, també conegut com a esquirol llistat d'Alexander (Paraxerus alexandri), és una espècie de rosegador de la família dels esciúrids. Viu a la República Democràtica del Congo i Uganda. Es tracta d'un animal arborícola. El seu hàbitat natural són els boscos humits tropicals de plana, encara que també se'l troba a camps de conreu sense explotar. És una espècie en risc mínim, és a dir, no sembla que hi hagi cap amenaça significativa per a la seva supervivència.
Aquest tàxon fou anomenat en honor de l'explorador i ornitòleg britànic Boyd Alexander.